# Henriette Renié

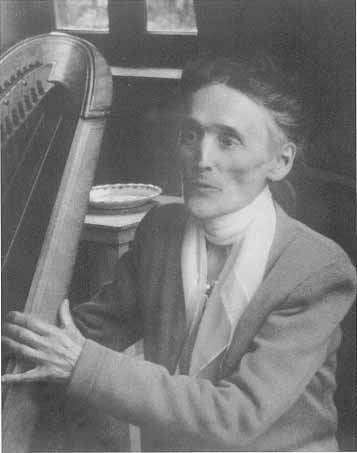
Henriette Renié

Henriette Gabrielle Marie Sophie Renié (* 18. September 1875 in Paris; † 1. März 1956 ebenda) war eine französische Harfenistin und Komponistin.

## Leben und Werk
Henriette Reniés Vater war als Maler und Sänger tätig. Sie selbst erhielt früh Klavierunterricht und ab dem Alter von acht Jahren Harfenunterricht bei Alphonse Hasselmans, der sie, nachdem er eine Professur am Pariser Konservatorium erhalten hatte, als Zehnjährige in seine dortige Klasse aufnahm. 1887 absolvierte sie den alljährlichen Concours mit einem Premier Prix. Als Dreizehnjährige wurde Renié – ein Jahr früher als üblich – auch zum Studium der Harmonielehre und Komposition zugelassen, worin sie Charles Lenepveu und Théodore Dubois unterrichteten. 1891 erhielt sie den Prix de Harmonie, 1896 den Prix de Contrepoint, Fugue et Composition.
1901 vollendete sie ein eigenes Harfenkonzert und brachte es in Personalunion als Komponistin und Interpretin mit dem Orchestre Lamoureux unter Camille Chevillard zur Uraufführung. Es folgten Einladungen zu Konzerten in zahlreiche europäische Länder. Reniés Harfenspiel veranlasste in der Folge mehrere Komponisten zu neuen Werken für dieses Instrument, darunter Théodore Dubois, Gabriel Pierné, Claude Debussy und Maurice Ravel.
1912 hatte Hasselmans Henriette Renié als Nachfolgerin auf seinen Lehrstuhl vorgesehen, die Konservatoriumsleitung entschied sich jedoch für Marcel Tournier. Dennoch hatte Renié zahlreiche Schüler, die sie teilweise auch finanziell unterstützte, darunter Susann McDonald, Mildred Dilling, Marcel Grandjany, Carlos Salzedo und Sally Maxwell. 1914 initiierte sie den ersten internationalen Harfenwettbewerb (Prix oder Concours Renié), der nach dem Ersten Weltkrieg 1921, 1923 und 1926 wieder ausgetragen wurde, dann aus Kostengründen jedoch eingestellt werden musste.
Kurz vor dem Zweiten Weltkrieg reduzierte Renié ihre Konzerttätigkeit, um sich auf das vom Verlag Alphonse Leduc beauftragte zweibändige Lehrwerk „Méthode complète de harpe“ zu konzentrieren. 1935 erhielt sie die Goldmedaille des Salon des Musiciens français. 1954 war sie eine der ersten Frauen, die Mitglied  der Ehrenlegion wurden (Ritterklasse). Henriette Renié blieb bis wenige Monate vor ihrem Tod als Interpretin aktiv.
An Kompositionen für Harfe und Orchester entstand neben dem Harfenkonzert in c-Moll (1901) eine „Pièce symphonique“, außerdem Kompositionen für kammermusikalische Besetzungen und Solowerke für Harfe, darunter eine „Légende“ nach dem Gedicht „Les Elfes“ von Leconte de Lisle (uraufgeführt 1902, 1926 von Renié für das Label Odeon auf Schallplatte eingespielt). Renié transkribierte ferner zahlreiche Werke für die Harfe („Les classiques de la harpe“, 12 Hefte) sowie für Harfenensemble. Das zweibändige Lehrwerk „Méthode complète de harpe“ erschien 1946.